# Bahnhof Ansbach
Der Bahnhof Ansbach ist ein Eisenbahnknoten und der zentrale Verkehrsknotenpunkt der Stadt Ansbach. In diesem Bahnhof kreuzen sich die beiden Hauptstrecken Nürnberg–Crailsheim und Treuchtlingen–Würzburg.

## Geschichte
Bereits während der Planung der Ludwig-Süd-Nord-Bahn zwischen Augsburg und Nürnberg setzte sich die Stadt Ansbach für eine Führung dieser über Ansbach oder zumindest nahe der Stadt ein.
Der Bahnhof Ansbach wurde am 1. Juli 1859 durch den Magistrat der Stadt Ansbach als Endbahnhof der als Pachtbahn gebauten Strecke vom Bahnhof Gunzenhausen an der Ludwig-Süd-Nord-Bahn eröffnet.
Aus Sparsamkeit wurde provisorisch als Empfangsgebäude ein Haus in der Turnitzstraße 38 genutzt. Da diese Strecke nach Würzburg bis zum 1. Juli 1864 verlängert und der Bahnhof Ansbach so zum Zwischenbahnhof wurde, wurde er wesentlich erweitert. Zum Knotenbahnhof wurde Ansbach mit dem Bau der kreuzenden Bahnstrecke Nürnberg–Crailsheim, die von Nürnberg am 15. Mai 1875 und am 1. Juni 1875 weiter über die Staatsgrenze zum Königreich Württemberg nach Crailsheim verlängert wurde. Währenddessen wurde am Bahnhof Ansbach ein neues Empfangsgebäude in Neorenaissance mit einer Arkadenvorhalle und mit zweigeschossigen Trakten verbundene Seitenrisaliten errichtet. Vor der Eröffnung der Strecke Nürnberg–Crailsheim wurde ein Lokomotivbahnhof errichtet.
Von 1901 bis 1969 bestand am östlichen Bahnhofskopf das Bahnbetriebswerk Ansbach.
1905 und 1907 wurden ein Personentunnel zu den Bahnsteigen und Bahnsteigdächer errichtet. Im Bahnhof wurden 1906 mechanische Stellwerke der Bauform Jüdel in Betrieb genommen.
Bei den Luftangriffen auf Ansbach im Zweiten Weltkrieg zwischen April 1942 und Februar 1945 wurde der Bahnhof und viele Gebäude in entlang der Bahnstrecken und in der Bahnhofstraße zerstört. Bei der Operation Clarion am 22. und am 23. Februar 1945 war Ansbach als einer der wichtigsten Eisenbahnknotenpunkte Süddeutschlands Ziel des strategischen Luftkrieges. Dabei wurden mit fünf Personen-, fünf Güter-, fünf Abstell- und drei Ladegleisen alle damaligen Gleisanlagen, außerdem ein Stellwerk und Nebengebäude vollständig zerstört. Am 23. Februar wurden auch mehrere Militär- und Güterzüge, die durch den Angriff vom Vortag im Bahnhof blockiert waren, getroffen. Das Empfangsgebäude wurde bis auf den östlichen Seitenflügel zerstört und später ganz abgebrochen.
Nach dem Zweiten Weltkrieg wurden Baracken genutzt. Als neues Empfangsgebäude wurde ein 125 Meter langes, neun Meter hohes Gebäude mit Walmdach im Stil der Monumentalarchitektur der 1940er-Jahre errichtet und am 19. März 1954 eröffnet.
1964 wurde im Bahnhof ein neuzeitlich provisorisches elektromechanisches Stellwerk der Bauform E 43 in Betrieb genommen, bevor diesen zusammen mit den anderen bestehenden Stellwerken 1968 durch ein Relaisstellwerk der Bauform Sp Dr L30 ersetzt wurde.
Durch das Elektrifizierungsprogramm der Deutschen Bundesbahn wurde der Bahnhof zusammen mit der Strecke Treuchtlingen–Würzburg 1965 elektrifiziert.
In den 1970er Jahren wurde das Bahnbetriebswerk geschlossen. Der Lokschuppen wurde an eine Schrottfirma verkauft und verkam zusehends und brannte am 31. Mai 2012 bis auf die Grundmauern nieder.
Zur Entlastung des Knotens Fürth Hauptbahnhof gab es 2009 die Idee, den Fernverkehr zwischen Würzburg und München verstärkt über die Bahnstrecke Treuchtlingen – Würzburg abzuwickeln. Davon sollte nach dem Willen der Verantwortlichen bei der Deutschen Bahn auch der Ansbacher Bahnhof durch den Halt des Intercity-Express profitieren. Für diese Pläne wären umfangreiche Bauarbeiten an der Infrastruktur notwendig gewesen, an deren Vorplanungen sich Stadt und Landkreis Ansbach mit 80.000 Euro beteiligen wollten.
Von 2009 bis 2012 wurde der Bahnhof im Zusammenhang mit der Einführung der S-Bahn umgebaut. Der östliche Bahnhofskopf wurde um ein Gleis erweitert und so eine zweigleisige Anbindung der für die S-Bahn vorgesehenen Gleise 1 und 25 an die Strecke von Nürnberg unabhängig von der Strecke von Treuchtlingen erreicht. Dafür wurden der Bahndamm mittels einer Stützwand verbreitert, 15 neue Weichen eingebaut, Oberleitungsmasten versetzt, und die Leit- und Sicherungstechnik angepasst. Zudem wurde der östliche, zwischen dem Gleis 1 Ost und dem Kopfgleis 25 gelegene Teil des zuvor nach unterschiedlichen Angaben durchgehend 30 oder 38 cm hohen Hausbahnsteigs B01 abgetragen und auf 140 Metern Länge in einer Bahnsteighöhe von 76 cm neu errichtet. Der Bahnsteig und die meisten weiteren Umbauten wurden bis zum Fahrplanwechsel am 12. Dezember 2010 in Betrieb genommen. Gleichzeitig wurden die örtlichen Bezeichnungen der Stumpfgleise von 1a und 1b in 25 und 27 geändert.
Bis zur Verlängerung der S-Bahn nach Dombühl 2017 wurde zur Ermöglichung von kürzeren Fahrzeiten die Leit- und Sicherungstechnik für schnellere Ausfahrten aus Gleis 1 Richtung Dombühl angepasst.
Von August 2020 bis 2022 wurde der barrierefreie Umbau von Bahnsteigen und Unterführung durchgeführt. Danach wurde Ansbach ICE-Halt.
Im April 2025[veraltet] soll im Bahnhof ein im Rahmen des Schnellläuferprogramms projektiertes, neues Elektronisches Stellwerk der Firma InoSig (inzwischen: Alstom) in Betrieb gehen, das zusammen mit einem von dort fernbedienten Stellwerk in Triesdorf die Streckenabschnitte Ansbach–Triesdorf und Leutershausen-Wiedersbach–Ansbach–Wicklesgreuth steuern wird.
Der Bahnhof Ansbach hat sieben Bahnsteiggleise, davon zwei Stumpfgleise.

## Verkehr

### Schienenverkehr

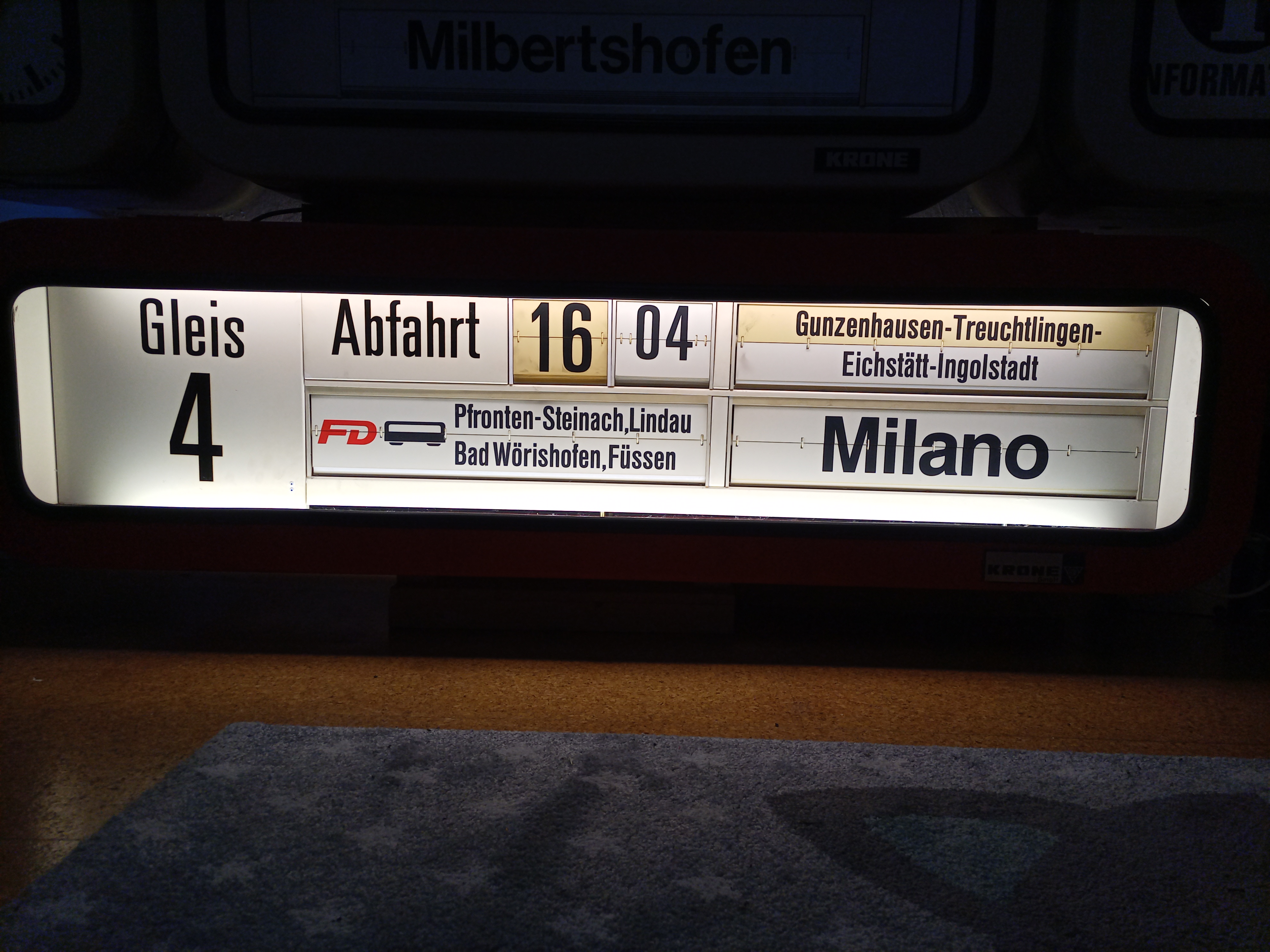
Ehemalige Fallblattanzeige des Bahnhofs Ansbach mit Hinweis auf einen Schnellzug nach Mailand samt Fern-Express-Kurswagen ins Allgäu

Die Züge der zwischen 1903 und 1966 bestehenden Bahnstrecke Leutershausen-Wiedersbach–Bechhofen wurden zumeist nach Ansbach durchgebunden.
An den Gleisen 2 und 3 bzw. Gleis 4 und 5 gibt es stündlich jeweils einen bahnsteiggleichen Richtungsanschluss: nach Osten zur Minute 10 zwischen Regional-Express oder Intercity nach Stuttgart auf Gleis 2 und RE nach Würzburg auf Gleis 3 und nach Westen zur Minute 50 zwischen RE nach Treuchtlingen auf Gleis 4 und Regional-Express sowie Intercity nach Nürnberg auf Gleis 5. Vereinzelt wenden Züge von Westen her auf Gleis 1 Ost oder 27.

#### Fernverkehr
In Ansbach haben zwei Intercity-Linien einen planmäßigen Halt, seit dem barrierefreien Ausbau des Bahnhofs im Dezember 2022 halten auch einzelne Züge der ICE-Linie 24 mit ICE T.
| Linie  | Verlauf | Frequenz                                                              |
| ------ | --- | --------------------------------------------------------------------- |
| ICE 24 | (Hamburg-Altona –) Hannover Hbf – Göttingen – Kassel-Wilhelmshöhe – Fulda – Würzburg Hbf – Ansbach – Augsburg Hbf – München Hbf (– Innsbruck Hbf) / (– Schwarzach-St. Veit) | einzelne Züge                                                         |
| IC 26  | Hamburg-Altona – Hamburg Hbf – Hannover Hbf – Göttingen – Kassel-Wilhelmshöhe – Würzburg Hbf – Ansbach – Augsburg Hbf – München Ost – Berchtesgaden Hbf                     | ein Zugpaar                                                           |
| IC 61  | (Leipzig Hbf – Saalfeld –) Nürnberg Hbf – Ansbach – Aalen Hbf – Stuttgart Hbf – Karlsruhe Hbf                                                                               | 120 min Nürnberg Hbf–Karlsruhe fünf Zugpaare Leipzig Hbf–Nürnberg Hbf |

Das 2015 veröffentlichte Fernverkehrskonzept 2030 von DB Fernverkehr enthält jedoch keine ICE-Verbindungen für die Strecke Würzburg – Ansbach – Treuchtlingen mehr. Es bleiben nur ein tägliches touristisches IC-Zugpaar zwischen Hamburg und Oberbayern sowie die IC-Linie 61 (Leipzig – ) Nürnberg – Stuttgart – Karlsruhe.

#### Regionalverkehr
1987 wurde der Bahnhof in den Verkehrsverbund Großraum Nürnberg integriert und die Linie Nürnberg Hauptbahnhof–Ansbach von da an als „R7“ bezeichnet. Nach der VGN-Erweiterung zum 1. Juli 1997 wurde die R7 nach Dombühl verlängert und die Strecke von Uffenheim nach Treuchtlingen als „R8“ (seit 2020 RE 80) in den Verbund aufgenommen.
Heute betreibt Arverio Bayern die Linie RE 80 mit fünfteiligen Siemens Desiro HC (Baureihe 2462) und dreiteiligen Siemens Mireo (Baureihe 2463). Der RE 90 wird hingegen von Arverio Baden-Württemberg mit dreiteiligen Stadler Flirt3 XL bedient.
| Linie | Verlauf                                                                                            | Frequenz                                                        |
| ----- | -------------------------------------------------------------------------------------------------- | --------------------------------------------------------------- |
| RE 80 | (München Hbf – Augsburg Hbf – Donauwörth – ) Treuchtlingen – Gunzenhausen – Ansbach – Würzburg Hbf | 60 min Treuchtlingen–Würzburg 120 min München Hbf–Treuchtlingen |
| RE90  | Nürnberg Hbf – Ansbach – Crailsheim – Schwäbisch Hall-Hessental – Backnang – Stuttgart Hbf         | 120 min                                                         |

#### S-Bahnverkehr
Mit Erweiterung des Netzes der S-Bahn Nürnberg zum Fahrplanjahr 2011 wurde die R7 auf dem Abschnitt Nürnberg–Ansbach durch die Linie S 4 Nürnberg–Ansbach ersetzt, die in der Regel an den Gleisen 1 West und 25 hält. Nachdem bereits zum Fahrplanjahr 2018 die S 4 nach Dombühl verlängert wurde, fährt sie seit dem Fahrplanwechsel 2024 alle zwei Stunden weiter bis nach Crailsheim, wodurch mit dem RE 90 ein Stundentakt nun auch zwischen Dombühl und Crailsheim besteht.
Die DB Regio Bayern setzt auf der S 4 elektrische Triebzüge des Typs Alstom Coradia Continental (Baureihe 1440) ein.
| Linie | Verlauf | Takt                                                       |
| ----- | --- | ---------------------------------------------------------- |
| S4    | Nürnberg Hbf – Nürnberg-Schweinau – Nürnberg-Stein – Unterasbach – Oberasbach – Anwanden – Roßtal – Roßtal Wegbrücke – Raitersaich – Heilsbronn – Petersaurach Nord – Wicklesgreuth – Sachsen (b Ansbach) – Ansbach – Leutershausen-Wiedersbach – Dombühl – Schnelldorf – Crailsheim Stand: Fahrplanwechsel Dezember 2024 | 22/38 min 17/25 min (zur HVZ) 120 min (Ansbach–Crailsheim) |

### Busverkehr
Ende der 1990er Jahre wurde der Ansbacher Bahnhofsvorplatz umgestaltet und modernisiert und bekam einen zentralen Busbahnhof. Dort halten alle Stadt- und Regionalbuslinien, die das Umland mit Ansbach verbinden.